# Georges Benoît-Guyod
 (janvier 2021).
La mise en forme du texte ne suit pas les recommandations de Wikipédia : il faut le « wikifier ».
Les points d'amélioration suivants sont les cas les plus fréquents :
- Les titres sont pré-formatés par le logiciel. Ils ne sont ni en capitales, ni en gras.
- Le texte ne doit pas être écrit en capitales (les noms de famille non plus), ni en gras, ni en italique, ni en « petit »…
- Le gras n'est utilisé que pour surligner le titre de l'article dans l'introduction, une seule fois.
- L'italique est rarement utilisé : mots en langue étrangère, titres d'œuvres, noms de bateaux, etc.
- Les citations ne sont pas en italique mais en corps de texte normal. Elles sont entourées par des guillemets français : « et ».
- Les listes à puces sont à éviter, des paragraphes rédigés étant largement préférés. Les tableaux sont à réserver à la présentation de données structurées (résultats, etc.).
- Les appels de note de bas de page (petits chiffres en exposant, introduits par l'outil «  Source ») sont à placer entre la fin de phrase et le point final[comme ça].
- Les liens internes (vers d'autres articles de Wikipédia) sont à choisir avec parcimonie. Créez des liens vers des articles approfondissant le sujet. Les termes génériques sans rapport avec le sujet sont à éviter, ainsi que les répétitions de liens vers un même terme.
- Les liens externes sont à placer uniquement dans une section « Liens externes », à la fin de l'article. Ces liens sont à choisir avec parcimonie suivant les règles définies. Si un lien sert de source à l'article, son insertion dans le texte est à faire par les notes de bas de page.
- La présentation des références doit suivre les conventions bibliographiques. Il est recommandé d'utiliser les modèles {{Ouvrage}}, {{Chapitre}}, {{Article}}, {{Lien web}} et/ou {{Bibliographie}}. Le mode d'édition visuel peut mettre en forme automatiquement les références.
- Insérer une infobox (cadre d'informations à droite) n'est pas obligatoire pour parachever la mise en page.

Pour une aide détaillée, merci de consulter Aide:Wikification.
Si vous pensez que ces points ont été résolus, vous pouvez retirer ce bandeau et améliorer la mise en forme d'un autre article.
Paul Louis Georges Benoît-Guyod, né le 20 août 1886 à Salins (Jura) et mort à Rambouillet (Yvelines) le 29 novembre 1968, est un historien et officier de gendarmerie français.
il est le fils de Lucien Benoît-Guyod (1850-1917), percepteur, et de Claire Joly. Il est le père d'Henri Benoît-Guyod (1926-1990), magistrat militaire.

## Biographie
Engagé comme militaire du rang au 13e régiment de dragons à Melun en 1907, il y effectue deux années de service militaire, puis y est rappelé comme sous-officier en 1914, et affecté comme estafette auprès d'un chef de bataillon. Il est cité à l'ordre de la brigade pour sa conduite au feu. 
En 1917, par effet de la pénurie des cadres et compte-tenu de son niveau d'instruction, il est promu sous-lieutenant à titre temporaire dans l'infanterie coloniale. Confirmé comme lieutenant à titre définitif en 1919, il passe l'année suivante dans la gendarmerie et après une courte formation à l'école d'application de Versailles, il est nommé à la tête de la section de Vico (Corse). Il préfère cependant s'embarquer pour le Levant et rejoint, à Beyrouth, le détachement de gendarmerie française. 
De retour en 1922, il sert à l'état-major particulier de la gendarmerie, puis commande la compagnie de Valognes (Manche). En 1928, il est capitaine à la légion de gendarmerie de Paris et commande l'arrondissement de Melun (Seine-et-Marne).
Admis à la retraite au grade de Chef d'escadron, il met sa retraite à profit comme historien et écrivain prolifique deux fois couronnés par l'académie française. Il est en particulier spécialiste de l'histoire des explorations maritimes et de la gendarmerie. Il est en 1936 l'inventeur du premier « gendarme mort pour la France », le prévôt des maréchaux Le Gallois de Fougières, et de sa tombe. 
Membre de l'Académie de marine et de la Société de l'histoire de France.

## Publications
- Georges Benoît-Guyod, L'invasion de Paris, 1940-1944, choses vues sous l'Occupation, 1962.
- Georges Benoît-Guyod, Bruat, amiral de France, 1960.
- Georges Benoît-Guyod, Dumont d'Urville et la Terre Adélie, 1952.
- Georges Benoît-Guyod, Le centenaire du Coup d'État, Victor Hugo représentant du peuple, 1952.
- Georges Benoît-Guyod, Le conscrit de 1913, 1952Prix Halphen de l'Académie française.
- Georges Benoît-Guyod, Georges Herwegh et la « Légion allemande » de Paris, 1950.
- Georges Benoît-Guyod, Les colonisations manquées, 1948.
- Georges Benoît-Guyod, Alphonse Daudet, son temps, son œuvre, 1947.
- Georges Benoît-Guyod, Navigateurs du temps jadis, 1946.
- Georges Benoît-Guyod, Qu'est devenu Drouet, le maître de postes de Varennes ?, 1946.
- Georges Benoît-Guyod, La vie maudite d'Hégésippe-Moreau, 1945.
- Georges Benoît-Guyod, La déesse de Vaugirard, 1945.
- Georges Benoît-Guyod, Sur les traces de Lapérouse, 1945.
- Georges Benoît-Guyod, Au temps de la marine en bois. Sur les traces de Lapérouse. L'expédition d'Entrecastreaux (1791-1795). Les trouvailles du capitaine Dillon (1813-1827), une mission de Dumont-d'Urville (1828-1829), 1945.
- Georges Benoît-Guyod, Hymne à l'Alsace-Lorraine, 1870-1944, 1944.
- Georges Benoît-Guyod, Le voyage de l’obélisque, 1943Prix Lange de l'Académie française
- Georges Benoît-Guyod, Au temps de la marine en bois, le tour du monde de "l'Uranie" (1817-1820), le voyage triomphal de "la Belle Poule" (1840), 1942.
- Georges Benoît-Guyod, Le Gallois de Fougières, prévot des Maréchaux de France à la bataille d'Azincourt, 1415, 1939.
- Georges Benoît-Guyod, Nouvelles histoires de gendarmes, 1938.
- Georges Benoît-Guyod, Histoires de gendarmes, 1937.

## Distinctions

### Décorations
- Chevalier de la Légion d'honneur[Quand ?]
- Croix de guerre 1914–1918

### Récompenses
- Prix Halphen 1953 : pour Le conscrit de 1913
- Prix Lange 1943: pour Le voyage de l’obélisque